# Leptolalax nahangensis
Espèce
Statut de conservation UICN

 DD  : Données insuffisantes
Leptolalax nahangensis est une espèce d'amphibiens de la famille des Megophryidae.

## Répartition
Cette espèce est endémique de la province de Tuyên Quang dans le nord du Viêt Nam.

## Description
L'holotype de Leptolalax nahangensis mesure 40,8 mm. Son dos est brun lavande avec de petites taches noires ou gris foncé diffuses. Ses flancs sont gris lavande avec des taches noires bien marquées. Sa face ventrale est blanc-rosé.

## Étymologie
Son nom d'espèce, composé de nahang et du suffixe latin -ensis, « qui vit dans, qui habite », lui a été donné en référence au lieu de sa découverte, la réserve naturelle du Nà Hang.

## Publication originale
- Lathrop, Murphy, Orlov & Ho, 1998 : Two new species of. Leptolalax (Anura: Megophryidae) from northern Vietnam. Amphibia-Reptilia, vol. 19, p. 253–267 (texte intégral).